# العلاقات الكاميرونية الفرنسية
العلاقات الكاميرونية الفرنسية هي العلاقات الثنائية التي تجمع بين الكاميرون وفرنسا.

## مقارنة بين البلدين
هذه مقارنة عامة ومرجعية للدولتين:
| وجه المقارنة                                              | الكاميرون                      | فرنسا                                                    |
| --------------------------------------------------------- | ------------------------------ | -------------------------------------------------------- |
| المساحة (كم2)                                             | 475.44 ألف                     | 643.80 ألف                                               |
| عدد السكان (نسمة)                                         | 24.05 مليون                    | 67.12 مليون                                              |
| الكثافة السكانية (ن./كم²)                                 | 50.58                          | 104.26                                                   |
| العاصمة                                                   | ياوندي                         | باريس                                                    |
| اللغة الرسمية                                             | لغة فرنسية، لغة إنجليزية       | لغة فرنسية                                               |
| العملة                                                    | فرنك وسط أفريقي                | يورو، فرنك س ف ب، فرنك فرنسي، Livre tournois ‏            |
| الناتج المحلي الإجمالي (بليون دولار)                      | 34.80 مليار                    | 2.58 تريليون                                             |
| الناتج المحلي الإجمالي (تعادل القوة الشرائية) بليون دولار | 72.72 مليار                    | 2.87 تريليون                                             |
| الناتج المحلي الإجمالي الاسمي للفرد دولار أمريكي          | 1.22 ألف                       | 36.20 ألف                                                |
| الناتج المحلي الإجمالي للفرد دولار أمريكي                 | 2.97 ألف                       | 39.33 ألف                                                |
| مؤشر التنمية البشرية                                      | 0.512                          | 0.888                                                    |
| رمز المكالمات الدولي                                      | +237                           | +33                                                      |
| رمز الإنترنت                                              | .cm                            | .fr، .bzh ‏، .tf، .re، .wf، .yt، .pm، .paris              |
| المنطقة الزمنية                                           | توقيت غرب أفريقيا، ت ع م+01:00 | أوروبا/باريس ‏، توقيت وسط أوروبا، توقيت وسط أوروبا الصيفي |

## مدن متوأمة
في ما يلي قائمة باتفاقيات التوأمة بين مدن كاميرونية وفرنسية:
- ترتبط بافوسام مع بايو باتفاقية توأمة.
- ترتبط بافيا [الإنجليزية]‏ مع ثان باتفاقية توأمة.
- ترتبط ديشانج مع نانت باتفاقية توأمة.
- ترتبط ليمبي مع سانت بريوك باتفاقية توأمة.

## منظمات دولية مشتركة
يشترك البلدان في عضوية مجموعة من المنظمات الدولية، منها:
| علم المنظمة | اسم المنظمة                               | تاريخ انضمام الكاميرون | تاريخ انضمام فرنسا |
| ----------- | ----------------------------------------- | ---------------------- | ------------------ |
|             | مؤسسة التنمية الدولية                     | 10 أبريل 1964          | 30 ديسمبر 1960     |
|             | يونسكو                                    | 11 نوفمبر 1960         | 4 نوفمبر 1946      |
|             | وكالة ضمان الاستثمار متعدد الأطراف        | 7 أكتوبر 1988          | 28 ديسمبر 1989     |
|             | الأمم المتحدة                             | 20 سبتمبر 1960         | 24 أكتوبر 1945     |
|             | الفريق المعني برصد الأرض                  | ?                      | ?                  |
|             | الاتحاد البريدي العالمي                   | ?                      | ?                  |
|             | البنك الدولي للإنشاء والتعمير             | 10 يوليو 1963          | 27 ديسمبر 1945     |
|             | المنظمة الهيدروغرافية الدولية             | ?                      | ?                  |
|             | الاتحاد الدولي للاتصالات                  | 22 ديسمبر 1960         | 1866               |
|             | منظمة حظر الأسلحة الكيميائية              | ?                      | ?                  |
|             | مؤسسة التمويل الدولية                     | 1 أكتوبر 1974          | 20 يوليو 1956      |
|             | المركز الدولي لتسوية المنازعات الاستشارية | 2 فبراير 1967          | 20 سبتمبر 1967     |
|             | منظمة التجارة العالمية                    | ?                      | 1995               |
|             | منظمة الشرطة الجنائية الدولية             | ?                      | ?                  |
|             | البنك الإفريقي للتنمية                    | ?                      | ?                  |

## وصلات خارجية
- موقع وزارة الخارجية الكاميرونية
- موقع وزارة الخارجية الفرنسية